# Nida vittidorsa
Nida vittidorsa är en skalbaggsart som först beskrevs av Maurice Pic 1905.  Nida vittidorsa ingår i släktet Nida och familjen långhorningar. Inga underarter finns listade i Catalogue of Life.